# Palazzo Grassi (Velence)

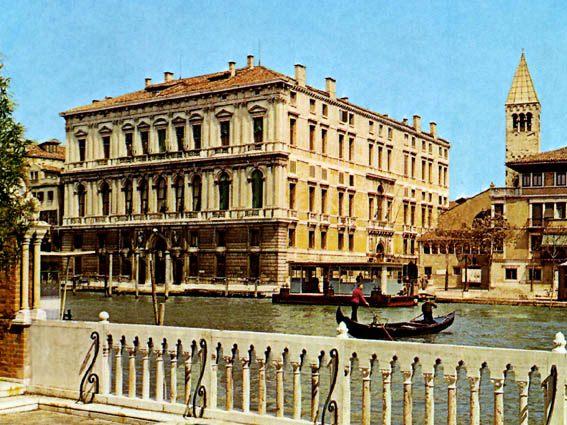

A Palazzo Grassi velencei palota a Canal Grandén.
1749-ben kezdte építeni Giorgio Massari a bolognai Grassi családnak, amelyet - köszönhetően hatalmas vagyonának - 1718-ban befogadott a velencei arisztokrácia. A barokk palota jellegzetesen velencei stílusú, építését 1772-ben fejezték be. Ez volt az utolsó palota, amelyet a Velencei Köztársaság bukása előtt építettek. A 19. században a nagy magyar festő és világutazó Schöfft József Ágoston vásárolta meg és szállodává alakíttatta át.[forrás?] A palotát 1983-ban a Fiat cég vásárolta meg, falai között számos kiállítás kapott helyet. 2006 óta a Palazzo Grassi tulajdonosa François Pinault francia vállalkozó.